# Башкі (Люблінське воєводство)
Башкі (пол. Baszki) — село в Польщі, у гміні Нємце Люблінського повіту Люблінського воєводства.
Населення — 303 особи (2011).
У 1975-1998 роках село належало до Люблінського воєводства.

## Демографія
Демографічна структура станом на 31 березня 2011 року:
|          | Загалом | Допрацездатний вік | Працездатний вік | Постпрацездатний вік |
| -------- | ------- | ------------------ | ---------------- | -------------------- |
| Чоловіки | 150     | 28                 | 109              | 13                   |
| Жінки    | 153     | 35                 | 92               | 26                   |
| Разом    | 303     | 63                 | 201              | 39                   |